# Cuisine laotienne

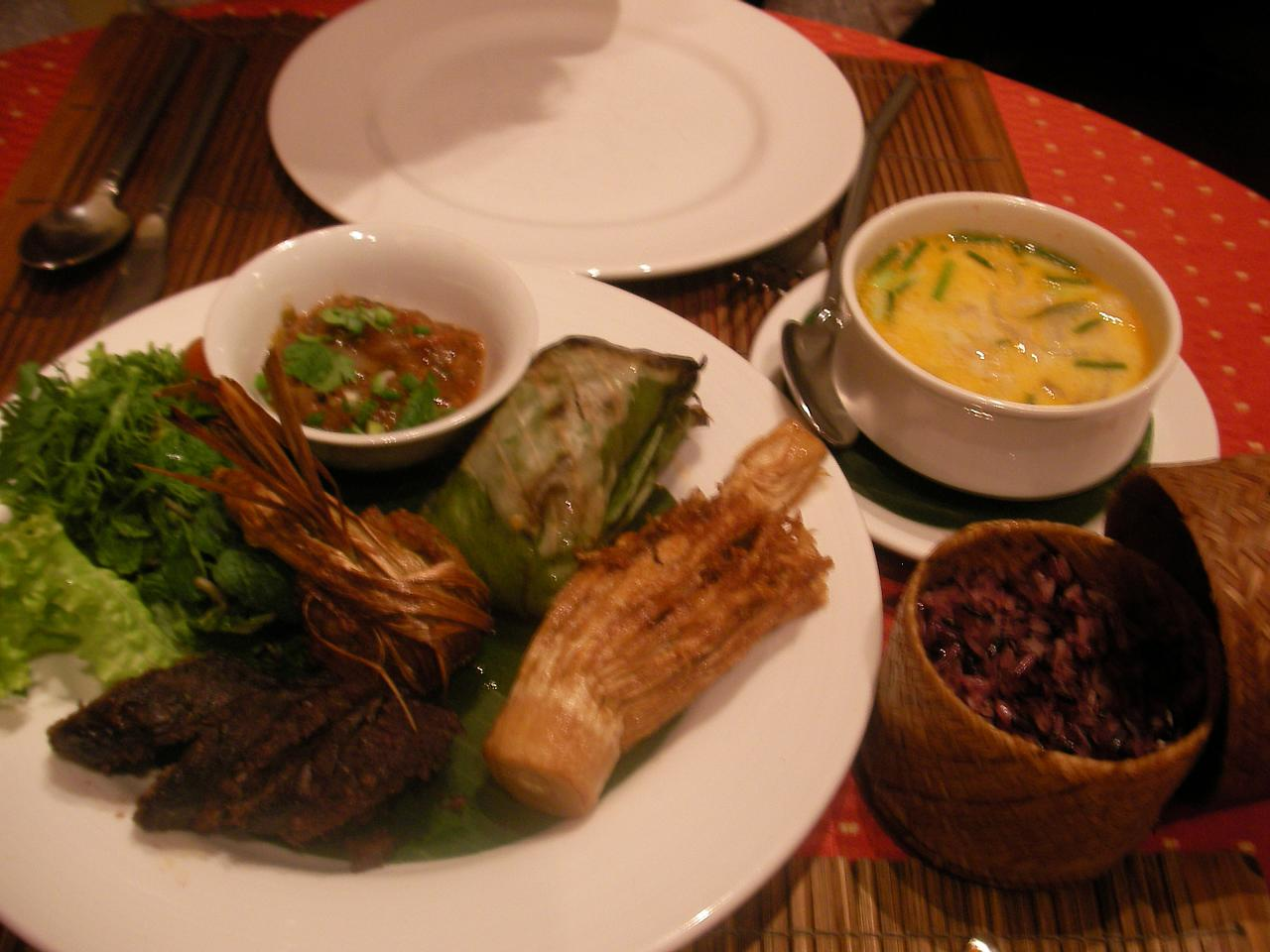
Exemple de plat lao avec un panier de riz gluant noir à Luang Prabang.

Cette page contient des caractères thaïs. En cas de problème, consultez Aide:Unicode ou testez votre navigateur.
L'alimentation laotienne est à base de riz gluant (dont la population est la plus grande consommatrice au monde), agrémentée de viandes de porc, bœuf, de volailles (canard, poulet, etc.) ou de poissons d'eau douce. Les légumes sont très nombreux et variés. C'est une cuisine ordinairement très pimentée.

## Base et condiments

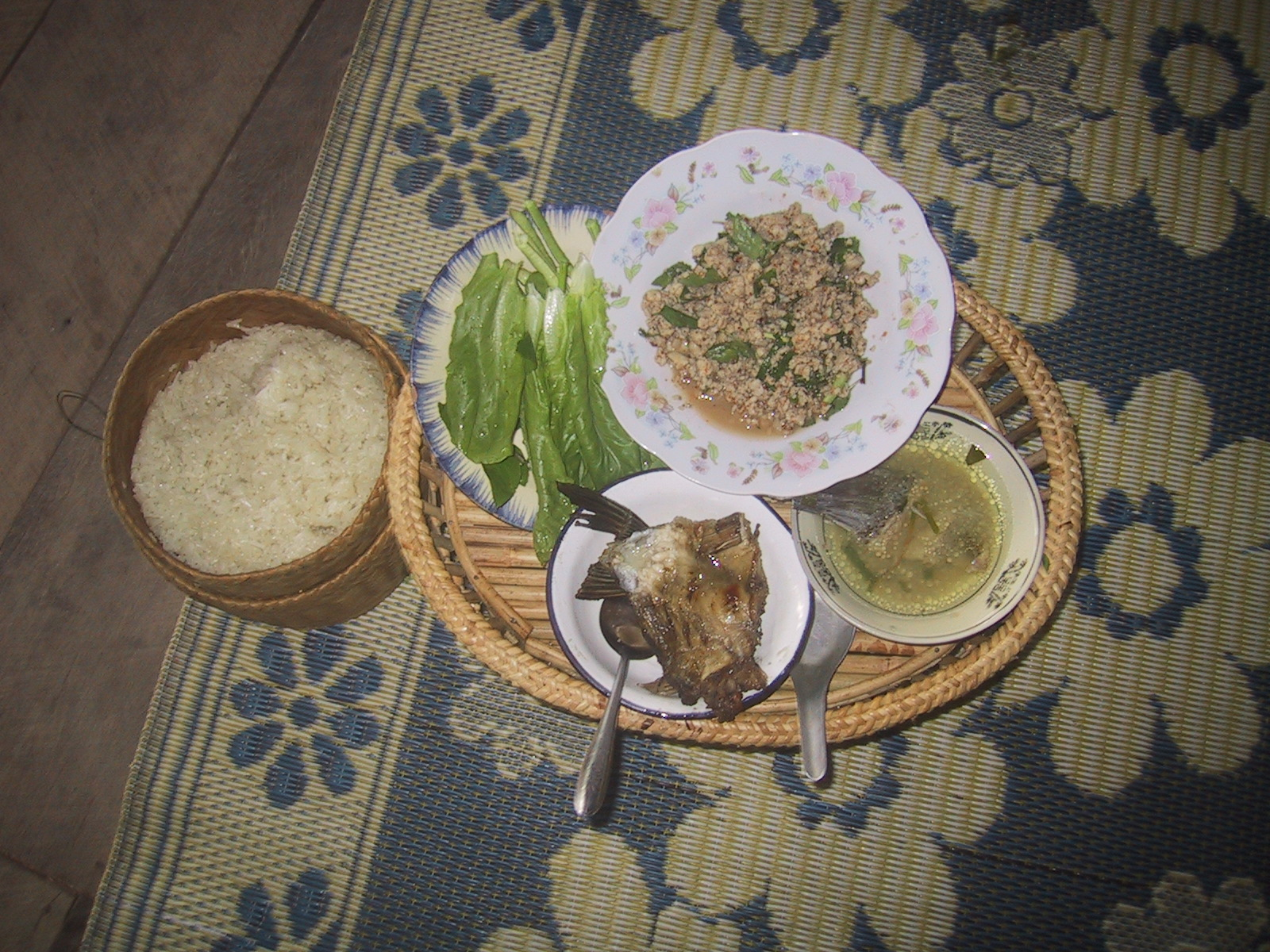
Lap.

- Kapi : pâte de crevette en saumure.
- Khao niao : riz gluant cuit à la vapeur.
- Kieou : pâte préparée avec du piment rouge, des herbes et de l'ail.
- Nam pla : sauce de poisson fermenté.
- Padaek : pâte de poisson en saumure.

## Les ustensiles et récipients
- Khôh et sak : respectivement le mortier et le pilon[1].

## Recettes salées
- Lap : salade de viande ou poisson au citron vert et piment. Il en existe une grande variété.
- Luk sine : viande de bœuf séchée.
- Mok : pâté de viande ou de poisson cuit à la vapeur.
- Nem thadeua : spécialité lao, salade de riz croustillant, porc fermenté (som mou), légumes, cacahuètes… à manger enroulé dans une feuille de salade avec de la menthe, de la coriandre, etc.
- Phat khing (ผัดขิง) : poulet sauté au gingembre.
- Say houaa : saucisse lao à base de porc.
- Tam mak hung (thaï : ตำหมากหุ่ง) : salade de papaye verte épicée.
- Tom yam : sorte de soupe avec de la viande ou du poisson, des feuilles de citronnelle, du lait de coco, de l'ananas…

## Recettes sucrées
- Khao niao mamuang : riz gluant à la mangue (mango sticky rice).
- Khao lam : riz gluant au lait de coco cuit dans un tronc de bambou évidé.
- Khao tom : riz gluant à la banane ou à la patate douce, cuit à la vapeur ou grillé.
- Nam van : fruits au lait de coco.
- Roti : crêpe aux œufs ou à la banane au lait sucré (d'origine indienne).

## Grillades
- Khao jee, riz grillé
- Ping gai : poulet grillé ou mariné.
- Ping pa : poisson grillé mélangé avec des épices et des herbes.

## Sandwichs
- Khao jee pâté : sandwich à base de baguette et de pâté

## Galerie

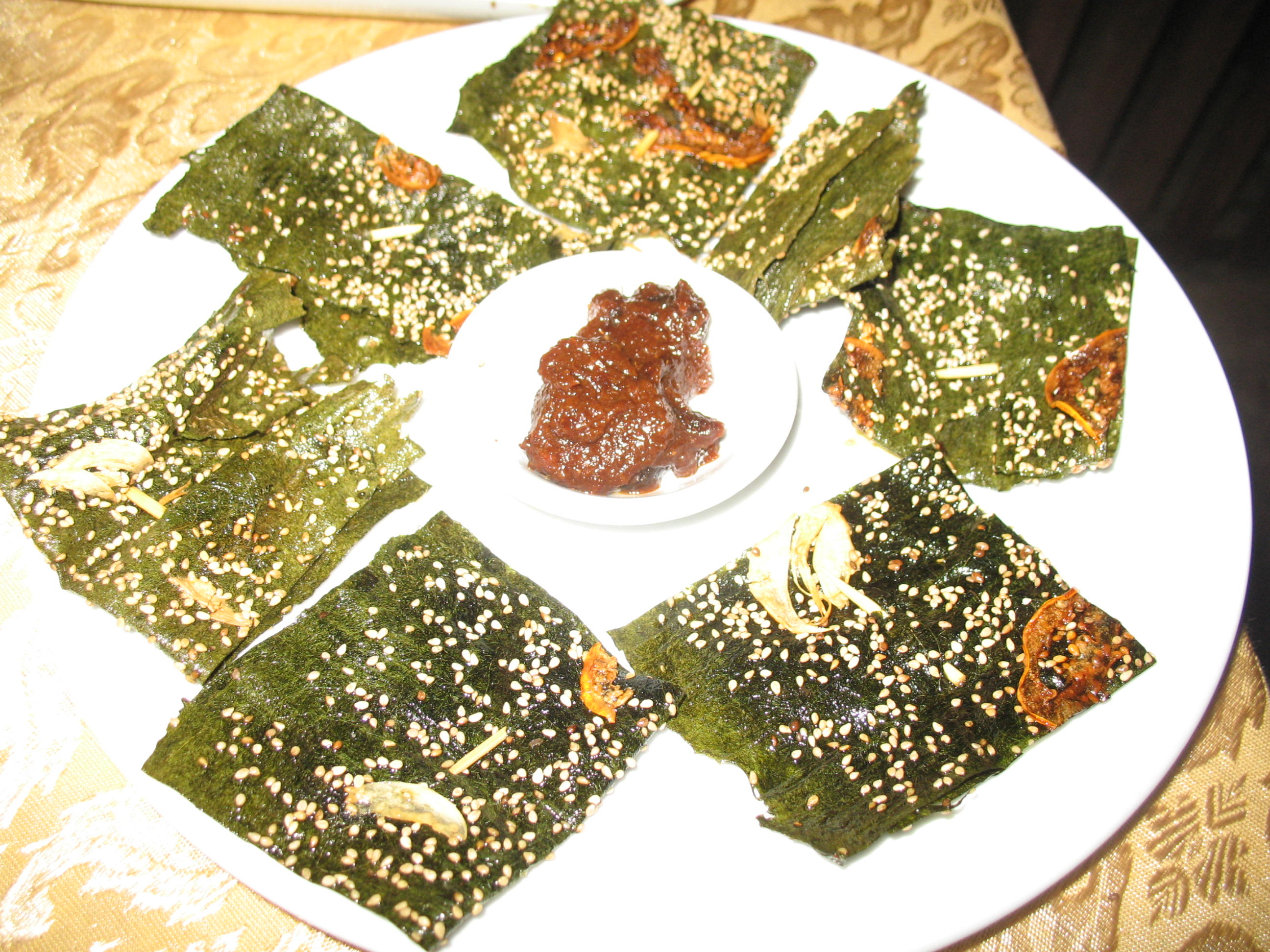
Kaipen (en-cas à base d'algues, d'ail, de légumes et de sésame).
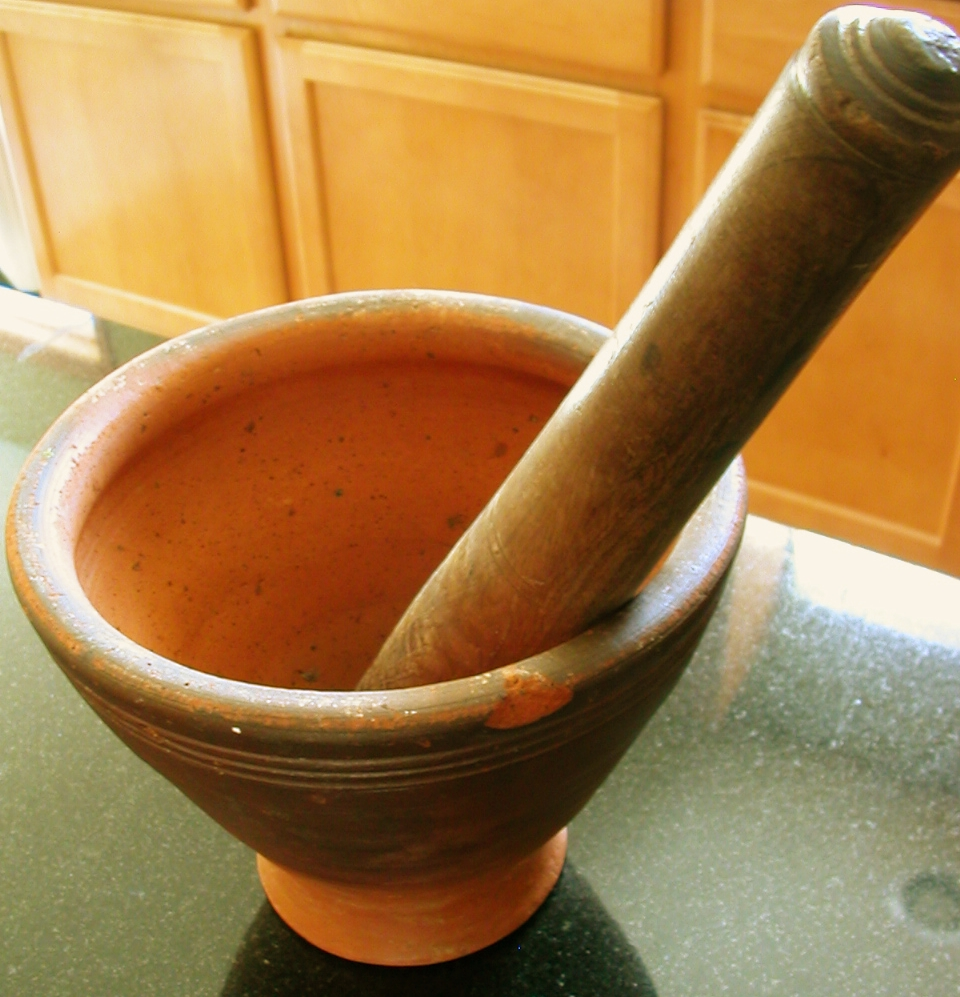
Mortier et pilon.
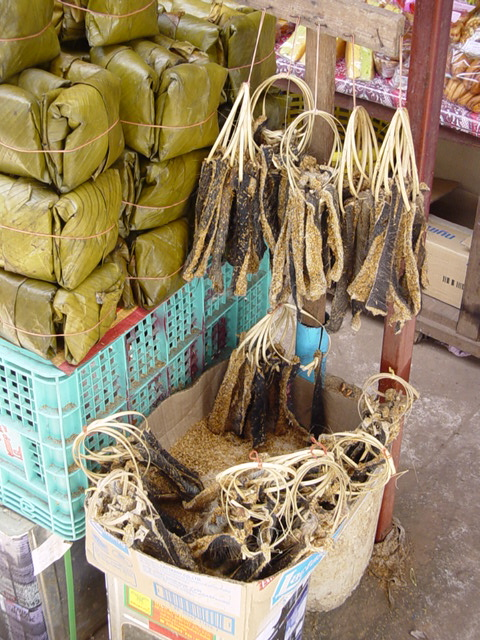
Peau de buffle en amuse-gueule.
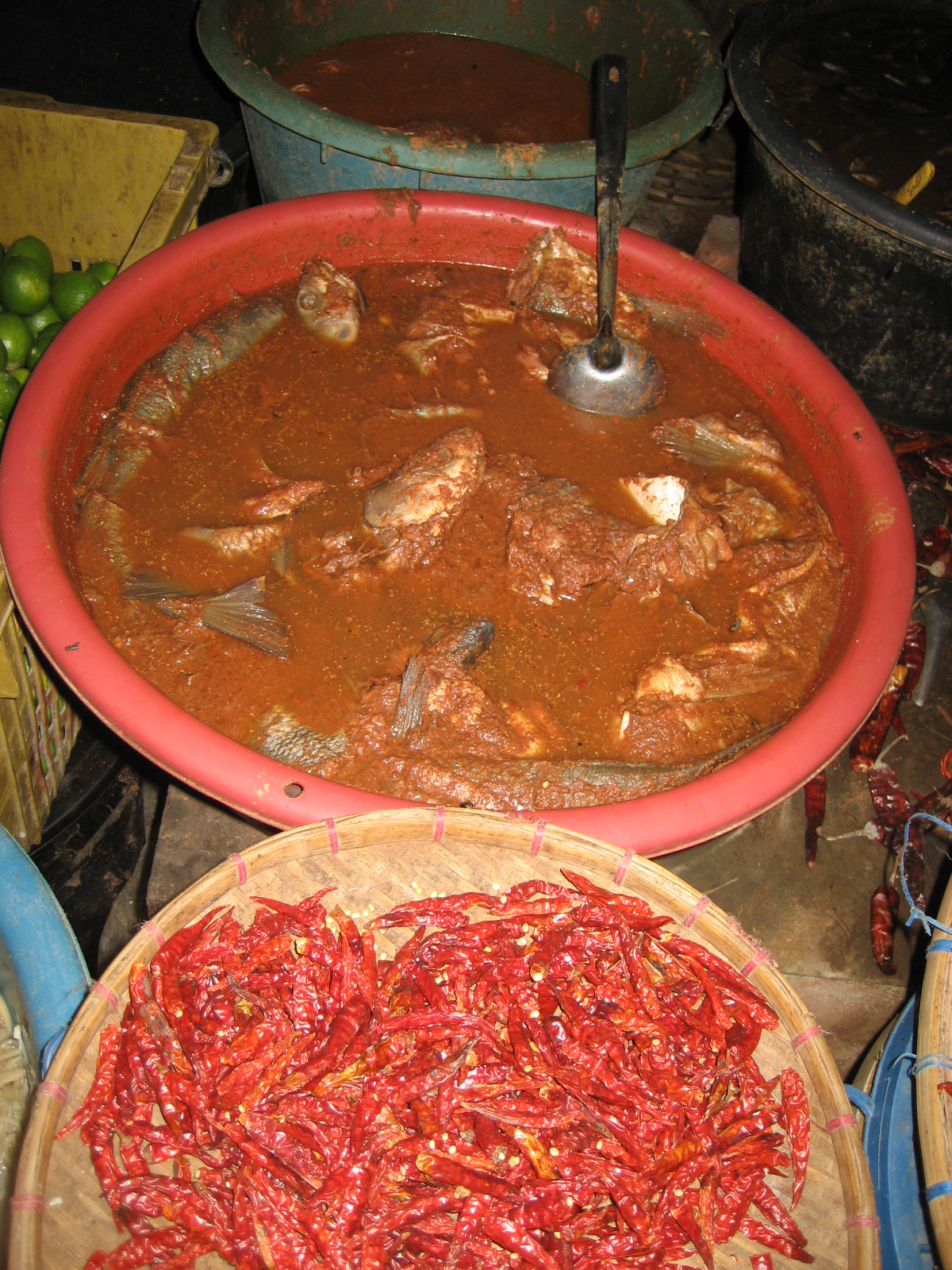
Pa dek : sauce de poisson fermenté.
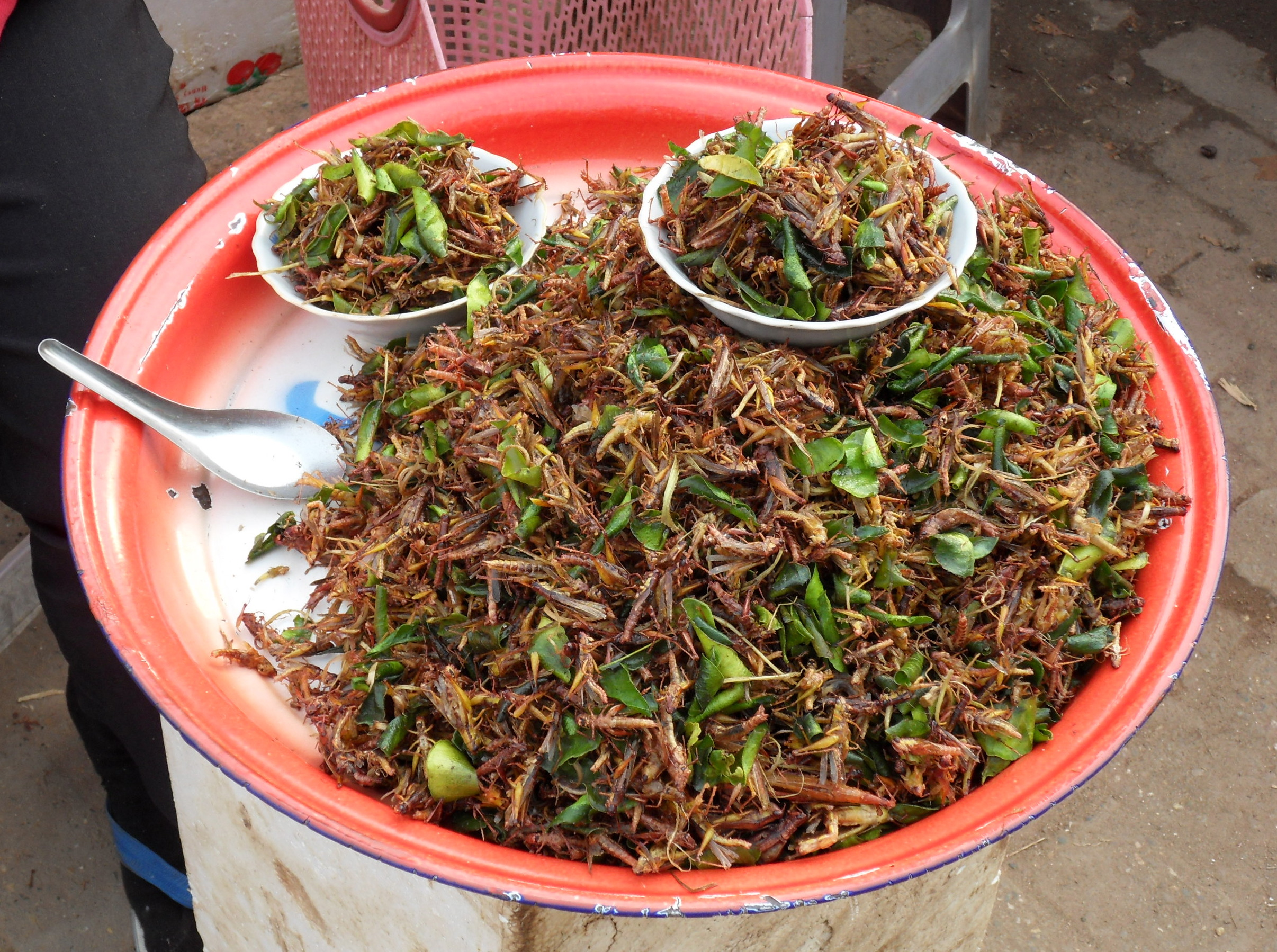
Sauterelles frites.

## Fruits
- Ananas
- Banane lao
- Citrus maxima
- Combava
- Fruit du dragon
- Goyave
- Litchi
- Longane
- Mangoustan
- Mangue
- Noix de coco
- Papaye
- Pastèque
- Ramboutan
- Salak
- Tamarin

## Boissons
- Café lao : café préparé avec des grains provenant du plateau des Bolovens.
- Lao-lao : alcool de riz.
- Thé lao : thé préparé avec des feuilles provenant du plateau des Bolovens (on produit également du thé dans la province de Phongsaly).

## Restaurants
- Kualao